# Pithecellobium excelsum
Pithecellobium excelsum är en ärtväxtart som först beskrevs av Carl Sigismund Kunth, och fick sitt nu gällande namn av Carl Friedrich Philipp von Martius. Pithecellobium excelsum ingår i släktet Pithecellobium och familjen ärtväxter. Inga underarter finns listade i Catalogue of Life.